# Деннегоцо
Деннегоцо (англ. Dennehotso) — переписна місцевість (CDP) в США, в окрузі Апачі штату Аризона. Населення — 587 осіб (2020).

## Географія
Деннегоцо розташоване за координатами 36°49′50″ пн. ш. 109°52′26″ зх. д. / 36.83056° пн. ш. 109.87389° зх. д. (36.830668, -109.873758). За даними Бюро перепису населення США в 2010 році переписна місцевість мала площу 25,80 км², з яких 25,78 км² — суходіл та 0,03 км² — водойми.

## Демографія
Згідно з переписом 2010 року, у переписній місцевості мешкало 746 осіб у 190 домогосподарствах у складі 160 родин. Густота населення становила 29 осіб/км². Було 264 помешкання (10/км²).
Расовий склад населення:
| - 98,5 % — корінних американців - 0,3 % — білих |

До двох чи більше рас належало 1,2 %. Частка іспаномовних становила 2,7 % від усіх жителів.
За віковим діапазоном населення розподілялося таким чином: 35,0 % — особи молодші 18 років, 57,1 % — особи у віці 18—64 років, 7,9 % — особи у віці 65 років та старші. Медіана віку мешканця становила 26,3 року. На 100 осіб жіночої статі у переписній місцевості припадало 104,4 чоловіків; на 100 жінок у віці від 18 років та старших — 105,5 чоловіків також старших 18 років.
Середній дохід на одне домашнє господарство становив 33 289 доларів США (медіана — 23 500), а середній дохід на одну сім'ю — 40 082 долари (медіана — 31 250). Медіана доходів становила 41 607 доларів для чоловіків та 24 271 долар для жінок. За межею бідності перебувало 41,6 % осіб, у тому числі 50,6 % дітей у віці до 18 років та 52,1 % осіб у віці 65 років та старших.
Цивільне працевлаштоване населення становило 152 особи. Основні галузі зайнятості: освіта, охорона здоров'я та соціальна допомога — 55,3 %, будівництво — 16,4 %, публічна адміністрація — 10,5 %, сільське господарство, лісництво, риболовля — 9,9 %.